# Comment Yukong déplaça les montagnes
Pour plus de détails, voir Fiche technique et Distribution.
Comment Yukong déplaça les montagnes est une émission de télévision documentaire française en douze épisodes de 52 minutes réalisée par Joris Ivens et Marceline Loridan-Ivens et diffusée en 1976.
Au Québec, l'émission est diffusée à partir du 3 janvier 1977 à la Télévision de Radio-Canada.

## Présentation
Comment Yukong déplaça les montagnes est composé de douze films réalisés dans différentes régions de Chine. Le film complet dure 12 heures, c'est un important témoignage historique sur la Chine pendant la révolution culturelle.
1. La Pharmacie no 3 : Shangai — La Pharmacie no 3 à Shanghai est une pharmacie autogérée. Investis dans leur travail, les employés sont, comme l'affirme le slogan à l'époque, « Au service du peuple ».
2. Une femme, une famille — Le portrait d'une famille ordinaire dans la périphérie de Pékin : une jeune femme de 30 ans, mariée, avec un enfant, son travail et sa vie quotidienne.
3. Le Village de pêcheurs — Des femmes devenues marins pêcheurs travaillent comme les hommes, sur un pied d'égalité. Cette révolution laisse perplexe un vieux capitaine marin.
4. Autour du pétrole — Le plus américain des films, raconte la naissance de Taking, petite ville du nord saisie par la fièvre de l'or noir.
5. L'Usine de générateurs — Le fonctionnement d'une usine de dynamo près de Shanghai. Les ouvriers interviennent dans la conception de la production, chacun étudie les problèmes et cherche à les résoudre.
6. Une caserne — La vie quotidienne dans une caserne de l'armée chinoise dans un camp militaire près de Nankin. Les relations hiérarchiques et le rôle social de l'armée qui aide aux récoltes et dans les usines.
7. Impression d'une ville : Shanghai — La vie quotidienne dans l'une des plus grandes métropoles de Chine.
8. Une histoire de ballon, lycée no 31 Pékin — Dans un lycée à Pékin, un groupe d’élèves et leur professeur discutent d'un problème qui vient d'avoir lieu dans la cour de récréation. Les adolescents jouaient au ballon. Lorsque la cloche a sonné, le professeur leur a demandé de rentrer en classe, mais un élève a envoyé le ballon en direction du professeur. Toute la classe discute du problème : le jeu, la passion, la responsabilité, l'idéologie, la politique.
9. Le Professeur Tsien — Un éminent professeur d'université raconte ses expériences avec ses étudiants et les gardes rouges pendant la révolution culturelle.
10. Un répétition à l'Opéra de Pékin — Le travail d'une troupe d'opéra pendant la répétition d'un spectacle à Pékin.
11. Entraînement au cirque de Pékin — La vie quotidienne des artistes de cirque qui s’entraînent pour les prochaines représentations.
12. Les Artisans — L'artisanat traditionnel chinois.

## Fiche technique
- Titre : Comment Yukong déplaça les montagnes
- Réalisation : Joris Ivens et Marceline Loridan Ivens
- Scénario : Joris Ivens
- Image : Joris Ivens
- Société de production : Capi films
- Genre : documentaire
- Durée : 763 minutes
- Date de sortie : 1976

## Distinctions
- Césars 1977 : César du meilleur court-métrage documentaire pour Une histoire de ballon, lycée n° 31 Pékin

## Autour du film
L'expression du titre du film est reprise de manière ironique dans la chanson Mao de Ludwig von 88, sur l'album La révolution n'est pas un dîner de gala.
Au combinat sidérurgique de la ville Wu-Han

Au combinat sidérurgique de la ville Wu-Han

Il y a des hommes il y a des femmes qui déplacent les montagnes

Il y a des hommes qui triment comme Yukong déplaçait les montagnes
Ultérieurement Marcelle Loridan est critique sur le film lorsqu'elle le revoit dix ans plus tard "elle dénonce leur démarche d’Occidentaux partis filmer un rêve, une utopie. Elle prend conscience de la langue de bois des Chinois et s’interroge sur la part d’embrigadement et de sincérité dans leurs propos.

### Édition vidéo
- Joris Ivens : Coffret 3 DVD, vol. 2 : DVD 2 : 1968-1976 de Joris  Ivens, Arte [présentation en ligne]